# بقرية كتانية الزهر
بقرية كتانية الزهر (الاسم العلمي:Vaccaria liniflora) هي نوع غير مؤكد من النباتات يتبع جنس البقرية من الفصيلة القرنفلية.